# Ryosuke Sasagaki
Ryosuke Sasagaki (笹垣 亮介 Sasagaki Ryosuke?), född 13 januari 1985 i Shizuoka prefektur, är en japansk före detta fotbollsspelare.
Sasagaki började sin karriär 2007 i Ehime FC. Han spelade 8 ligamatcher för klubben. Han avslutade karriären 2008.